# Giro del Belgio 1958
Il Giro del Belgio 1958, quarantaduesima edizione della corsa, si svolse in quattro tappe tra il 15 e il 18 maggio 1958, per un percorso totale di 965 km e fu vinto dal belga Noël Foré.

## Tappe
| Tappa  | Data      | Percorso             | km  | Vincitore di tappa  | Leader cl. generale |
| ------ | --------- | -------------------- | --- | ------------------- | ------------------- |
| 1ª-1ª  | 15 maggio | Bruxelles > Mouscron | 105 | Noël Foré           |                     |
| 1ª-2ª  | 15 maggio | Mouscron > Hanret    | 155 | Frans Van Looveren  |                     |
| 2ª     | 16 maggio | Namur > Florenville  | 250 | Victor Wartel       |                     |
| 3ª     | 17 maggio | Florenville > Spa    | 220 | Roger Baens         |                     |
| 4ª     | 18 maggio | Spa > Bruxelles      | 235 | Piet van den Brekel | Noël Foré           |
| Totale | Totale    | Totale               | 965 |                     |                     |

## Squadre partecipanti
| N. | Cod. | Squadra              |
| -- | ---- | -------------------- |
| ?  | -    | Antwerpen            |
| ?  | -    | Brabant-Wallonie     |
| ?  | -    | Cureghem Sportif     |
| ?  | -    | Elvé-Peugeot-Marvan  |
| ?  | -    | Eroba-Vredestein     |
| ?  | -    | Groene Leeuw-Leopold |
| ?  | -    | Libertas-Dr. Mann    |
| ?  | -    | Plume Sport          |
| ?  | -    | Splendor-Erga        |
| ?  | -    | Terryn-Simplex       |
| ?  | -    | Thompson             |
| ?  | -    | West Vlaanderen      |
| ?  | -    | Squadra mista        |

## Dettagli delle tappe

### 1ª tappa-1ª semitappa
- 15 maggio: Bruxelles > Mouscron – 105 km

Risultati
| Pos. | Corridore       | Squadra       | Tempo    |
| ---- | --------------- | ------------- | -------- |
| 1    | Noël Foré       | Groene Leeu   | 2h44'59" |
| 2    | Armand Desmet   | Groene Leeu   | a 16"    |
| 3    | Pierre Machiels | Splendor-Erga | a 25"    |

### 1ª tappa-2ª semitappa
- 15 maggio: Mouscron > Hanret – 155 km

Risultati
| Pos. | Corridore          | Squadra     | Tempo    |
| ---- | ------------------ | ----------- | -------- |
| 1    | Frans Van Looveren | Libertas    | 3h44'12" |
| 2    | Joseph Schils      | Cureghem    | s.t.     |
| 3    | Roger Molenaers    | Groene Leeu | s.t.     |

### 2ª tappa
- 16 maggio: Namur > Florenville – 250 km

Risultati
| Pos. | Corridore       | Squadra       | Tempo    |
| ---- | --------------- | ------------- | -------- |
| 1    | Victor Wartel   | Cureghem      | 6h59'55" |
| 2    | Noël Foré       | Groene Leeuw  | s.t.     |
| 3    | René Van Meenen | Splendor-Erga | s.t.     |

### 3ª tappa
- 17 maggio: Florenville > Spa – 220 km

Risultati
| Pos. | Corridore     | Squadra       | Tempo    |
| ---- | ------------- | ------------- | -------- |
| 1    | Roger Baens   | Libertas      | 6h07'35" |
| 2    | Jean Fourneau | Splendor-Erga | a 10"    |
| 3    | Jan Zagers    | Libertas      | a 30"    |

### 4ª tappa
- 18 maggio: Spa > Bruxelles – 235 km

Risultati
| Pos. | Corridore           | Squadra      | Tempo    |
| ---- | ------------------- | ------------ | -------- |
| 1    | Piet van den Brekel | Eroba        | 6h25'44" |
| 2    | Norbert Van Tieghem | Groene Leeuw | s.t.     |
| 3    | Henri Van Kerckhove | ?            | a 1'44"  |

## Classifiche finali

### Classifica generale
| Pos. | Corridore             | Squadra      | Tempo     |
| ---- | --------------------- | ------------ | --------- |
| 1    | Noël Foré             | Groene Leeuw | 26h07'42" |
| 2    | Armand Desmet         | Groene Leeuw | a 2'03"   |
| 3    | Jan Zagers            | Libertas     | a 2'38"   |
| 4    | Frans Schoubben       | Elvé         | a 2'46"   |
| 5    | G. Van Vaerenbergh    | Van Eenaeme  | a 4'40"   |
| 6    | Roger Baens           | Libertas     | a 5'20"   |
| 7    | André Vlayen          | Elvé         | a 5'46"   |
| 8    | Jos Theuns            | Groene Leeuw | a 5'48"   |
| 9    | Joseph Schils         | Cureghem     | a 7'03"   |
| 10   | Henri Van Den Bossche | Groene Leeuw | a 7'12"   |